# Hademstorf
Hademstorf é um município da Alemanha localizado no distrito de Heidekreis, estado da Baixa Saxônia.
Pertence ao Samtgemeinde de Ahlden.